# Якість електроенергії
Якість електроенергії — це ступінь відповідності напруги, частоти та форми сигналу системи електропостачання встановленим специфікаціям. Хорошу якість електроенергії можна визначити як постійну напругу живлення, яка залишається в межах заданого діапазону, постійну частоту змінного струму, близьку до номінального значення, і плавну форму кривої напруги (яка нагадує синусоїду). Загалом корисно розглядати якість електроенергії як сумісність між тим, що виходить з електричної розетки, і навантаженням, яке до неї підключено. Термін використовується для опису електроенергії, яка приводить в дію електричне навантаження, і здатності навантаження функціонувати належним чином. Без належного живлення електричний пристрій (або навантаження) може працювати несправно, передчасно вийти з ладу або взагалі не працювати. Існує багато причин, через які електроенергія може бути низької якості.
Електроенергетика включає виробництво електроенергії, передачу електроенергії та, зрештою, розподіл електроенергії до лічильника електроенергії, розташованого в приміщеннях кінцевого споживача електроенергії. Потім електроенергія рухається через систему електропроводки кінцевого користувача, поки не досягне навантаження. Складність системи переміщення електроенергії від точки виробництва до точки споживання в поєднанні з погодними умовами, генерацією, попитом та іншими факторами створює багато можливостей для погіршення якості електропостачання.
Хоча «якість електроенергії» є зручним терміном, насправді цей термін описує якість напруги, а не потужності або електричного струму. Потужність — це просто потік енергії, а струм, якого потребує навантаження, здебільшого неконтрольований.

Стабільність частоти деяких великих електричних мереж

Якість електроенергії можна описати як набір значень параметрів, таких як:
- Безперервність обслуговування (незалежно від того, чи піддається електроенергія перепадам напруги, зміні напруги нижче або вище порогового рівня, що спричиняє знеструмлення або падіння напруги(інші мови)[2])
- Зміна величини напруги (див. нижче)
- Перехідні напруги і струми
- Вміст гармонік у формі хвиль змінного струму

Часто корисно розглядати якість електроенергії як проблему сумісності: чи обладнання, підключене до мережі, сумісне з подіями в мережі, і чи живлення, яке постачається мережею, сумісне з підключеним обладнанням? Проблеми сумісності завжди мають принаймні два рішення: у цьому випадку або покращувати живлення, або зробити обладнання більш стійким.
Стійкість обладнання для обробки даних до коливань напруги часто характеризується кривою CBEMA, яка вказує тривалість і величину допустимих коливань напруги.

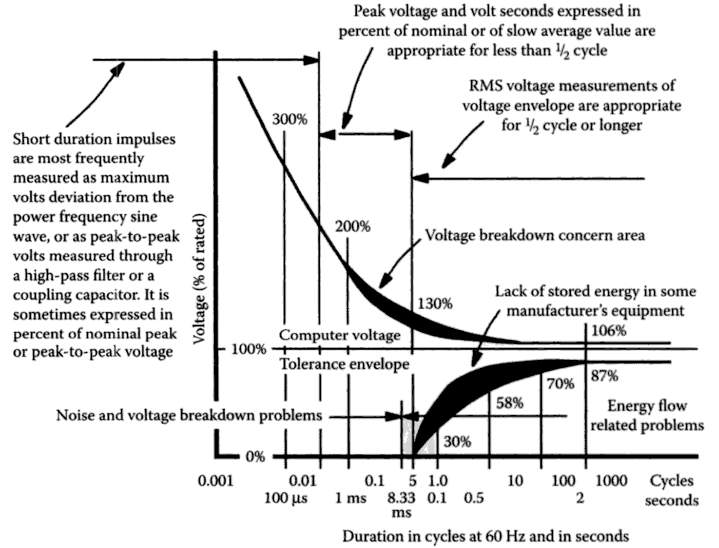
Крива CBEMA

В ідеалі напруга змінного струму подається від електромережі як синусоїда з амплітудою та частотою, визначеними національними стандартами (у випадку електромережі) або специфікаціями системи (у випадку джерела живлення, не підключеного безпосередньо до мережі) з імпедансом нуль Ом на всіх частотах.

## Відхилення
Жодне реальне джерело живлення не є ідеальним і, як правило, може відхилятися принаймні в таких випадках:

### Напруга
- Коливання пікової або середньоквадратичної напруги важливі для різних типів обладнання.
- Коли середньоквадратична напруга перевищує номінальну напругу на 10–80 % протягом часу від 0,5 циклу до 1 хвилини, подія називається «розбуханням».
- «Провал» або «просідання» — це протилежна ситуація: середньоквадратична напруга нижче номінальної напруги на 10–90 % протягом xfce від 0,5 циклу до 1 хвилини.
- Випадкові або повторювані коливання середньоквадратичної напруги від 90 до 110 % номінальної можуть спричинити явище, відоме як «мерехтіння» в освітлювальному обладнанні. Мерехтіння — це швидкі видимі зміни рівня освітлення. Визначення характеристик коливань напруги, які викликають небажане мерехтіння світла, є предметом поточних досліджень.
- Різкі, дуже короткочасні підвищення напруги, які називають «імпульсами» або «стрибками(інші мови)», як правило, викликані увімкненням великого індуктивного навантаження, або блискавками.
- «Знижена напруга» виникає, коли номінальна напруга падає нижче 90 % протягом більше ніж 1 хвилини.[4] Термін «зниження напруги» є влучним описом падінь напруги десь між повною напругою (яскраве світло) і блекаутом (немає живлення — немає світла). Це відбувається через помітне або значне зниження яскравості звичайних ламп розжарювання під час системних збоїв або перевантаження тощо, коли доступної потужності недостатньо для досягнення повної яскравості (зазвичай) домашнього освітлення. Цей загальновживаний термін не має формального визначення, але зазвичай використовується для опису зниження напруги в системі постачальником або системним оператором для зменшення попиту або збільшення рентабельності системи.
- «Перенапруга» виникає, коли номінальна напруга підвищується вище 110 % протягом більше ніж 1 хвилини.[4]

### Частота
- Зміни частоти.
- Ненульовий низькочастотний імпеданс (коли навантаження споживає більше енергії, напруга падає).
- Відмінний від нуля високочастотний імпеданс (коли навантаження вимагає великої кількості струму, а потім раптово перестає його вимагати, буде провал або стрибок напруги через індуктивності в лінії живлення).
- Варіації форми хвилі — зазвичай описуються як гармоніки на нижчих частотах (зазвичай менше 3 кГц) і як синфазне спотворення або інтергармоніки на вищих частотах.

### Форма хвилі
- Коливання напруги та струму ідеально повторюють форму функції синуса або косинуса, однак вони можуть змінюватися через недосконалість генераторів або навантажень.
- Як правило, генератори викликають спотворення напруги, а навантаження викликають спотворення струму. Ці спотворення відбуваються як коливання, більш швидкі, ніж номінальна частота, і називаються гармоніками.
- Відносний внесок гармонік у спотворення ідеальної форми сигналу називається коефіцієнтом нелінійних спотворень.
- Низький вміст гармонік у формі сигналу є ідеальним, оскільки гармоніки можуть викликати вібрацію, дзижчання, порушення роботи обладнання, а також втрати та перегрів у трансформаторах.

Кожна з цих проблем якості електроенергії має різні причини. Деякі проблеми є результатом спільного використання інфраструктури. Наприклад, збій у мережі може спричинити провал, який вплине на деяких клієнтів; чим вищий рівень несправності, тим більша кількість постраждалих. Проблема у одного клієнта може спричинити перехідний процес, який вплине на всіх інших клієнтів у тій же підсистемі. Такі проблеми, як гармоніки, виникають у власних установках клієнта та можуть поширюватися в мережі та впливати на інших клієнтів. Проблеми з гармоніками можна вирішити шляхом поєднання належної практики проектування та добре перевіреного обладнання.

## Кондиціонування живлення
Кондиціонування живлення — це зміна живлення для покращення його якості.
Джерело безперебійного живлення (ДБЖ) може використовуватися для відключення від мережі живлення, якщо на лінії є перехідний стан. Однак дешевші блоки ДБЖ самі виробляють електроенергію низької якості, подібно до накладення прямокутної хвилі з вищою частотою та меншою амплітудою поверх синусоїди. У високоякісних ДБЖ використовується подвійне перетворення, яка перетворює вхідний змінний струм на постійний, заряджає батареї, а потім відновлює синусоїду змінного струму. Ця відновлена синусоїда має вищу якість, ніж оригінальне живлення змінного струму.
Динамічний регулятор напруги (DVR) і статичний синхронний послідовний компенсатор (SSSC) використовуються для послідовної компенсації спаду напруги.
Обмежувач перенапруг або простий конденсатор чи варистор може захистити від більшості випадків перенапруги, тоді як грозорозрядник захищає від сильних стрибків.
Електронні фільтри можуть видаляти гармоніки.

## Розумні мережі та якість електроенергії
Сучасні системи використовують датчики, які називаються пристроями вимірювання комплексної амплітуди, розподілені по всій мережі, щоб контролювати якість електроенергії та в деяких випадках автоматично реагувати на її зміну. Використання таких функцій інтелектуальних мереж швидкого виявлення та автоматичного самовідновлення аномалій у мережі обіцяє забезпечити високу якість електроенергії та менше простоїв, одночасно підтримуючи живлення від змінних джерел живлення та розподіленого виробництва електроенергії, які, якщо їх не контролювати, погіршать якість електроенергії.

## Алгоритм стиснення

### Виклики
Інженери використовують багато видів лічильників, які зчитують і відображають форми хвиль електроенергії та обчислюють параметри форм сигналів. Вони вимірюють, наприклад:
- середньоквадратичні струм і напругу
- відношення фаз між формами сигналу багатофазного сигналу
- коефіцієнт потужності
- частоту
- коефіцієнт нелінійних спотворень
- активну потужність (кВт)
- реактивну потужність (кВАр)
- повну потужність (кВА)
- активну енергію (кВт*год)
- реактивну енергію (кВАрг)
- повну енергію (кВА·год)
- та багато іншого

Щоб належним чином контролювати непередбачені події, Ribeiro et al. пояснює, що недостатньо лише відображати ці параметри, але також потрібно постійно фіксувати дані форми напруги. Це практично неможливо через велику кількість даних, які спричиняють так званий «ефект пляшкового горла». Наприклад, при частоті дискретизації 32 зразки за цикл збирається 1920 зразків за секунду. Для трифазних лічильників, які вимірюють як напругу, так і силу струму, даних у 6–8 разів більше. Більш практичні рішення, розроблені в останні роки, зберігають дані лише тоді, коли відбувається подія (наприклад, коли виявляються високі рівні гармонік у енергосистемі) або для збереження середньоквадратичного значення електричних сигналів. Однак цих даних не завжди достатньо для визначення точного характеру проблем.

### Стиснення необроблених даних
Нізенблат та ін. пропонує ідею алгоритму стиснення якості електроенергії (подібного до методів стиснення з втратами), який дозволяє лічильникам безперервно зберігати форму хвилі одного або кількох сигналів потужності, незалежно від того, чи була ідентифікована подія, що представляє інтерес, чи ні. Цей алгоритм, відомий як PQZip, надає процесору пам'ять, достатню для зберігання форми сигналу за нормальних умов живлення протягом тривалого періоду часу, щонайменше місяць, два місяці або навіть рік. Стиснення виконується в реальному часі по мірі отримання сигналів; лічильник обчислює рішення про стиснення до того, як будуть отримані всі дані для стиснення. Наприклад, якщо один параметр залишається постійним, а інші коливаються, рішення про стиснення зберігає лише ті, що є релевантними із постійних даних, і зберігає всі дані, які змінюються. Потім він розкладає форму сигналу потужності на численні компоненти протягом різних періодів форми хвилі. Він завершує процес стисненням значень принаймні деяких із цих компонентів за різні періоди окремо. Цей алгоритм стиснення в реальному часі, який виконується незалежно від вибірки, запобігає пропускам даних і має типовий коефіцієнт стиснення 1000:1.

### Стиснення агрегованих даних
Типовою функцією аналізатора потужності є генерація архіву даних, агрегованих за заданий інтервал. Найчастіше використовується 10-хвилинний або 1-хвилинний інтервал відповідно до стандартів IEC/IEEE з якості електроенергії. Під час роботи такого приладу створюється значний розмір архіву. Як Краус та ін. продемонстрували, що коефіцієнт стиснення таких архівів за допомогою ланцюгового алгоритму Лемпеля–Зіва–Маркова, bzip або інших подібних алгоритмів стиснення без втрат може бути значним. За допомогою прогнозування та моделювання на основі збережених часових рядів у фактичному архіві якості електроенергії ефективність стиснення після обробки зазвичай додатково покращується. Ця комбінація спрощених методів передбачає економію процесів зберігання та збору даних.

## Стандарти
Якість електроенергії, що постачається, визначається міжнародними стандартами та їх місцевими похідними, прийнятими різними країнами: EN50160 — це європейський стандарт якості електроенергії, який встановлює допустимі межі спотворень для різних параметрів, що визначають напругу в мережі змінного струму.
IEEE-519 є північноамериканським керівництвом для систем живлення. Це визначається як «рекомендована практика» і, на відміну від EN50160, ця настанова стосується як спотворення струму, так і спотворення напруги.
IEC 61000-4-30 є стандартом, що визначає методи моніторингу якості електроенергії. Видання 3 (2015) включає вимірювання струму, на відміну від попередніх видань, які стосувалися лише вимірювання напруги.
В Україні вимоги до якості електроенергії визначені ДСТУ EN 50160:2014 «Характеристики напруги електропостачання в електричних мережах загальної призначеності».
Стандартна номінальна напруга Uн для мереж низької напруги загального призначення має значення 220 В між фазним і нульовим проводом або між фазними проводами:
- для трифазних чотирипровідних мереж: Uн = 220 В між фазним та нульовим проводом;
- для трифазних трипровідних мереж: Uн = 220 В між фазними проводами.

Зміна напруги не повинна перевищувати ± 10 % від величини номінальної напруги.
Частота напруги електропостачання для мереж низької напруги має бути в межах: для систем, які синхронно приєднані до ОЕС України — 50 Гц ± 1 % протягом 99,5 % часу за рік та 50 Гц + 4 % ( — 6 %) протягом 100 % часу;
для систем без синхронного приєднання до ОЕС України — 50 Гц ± 2 % протягом 99,5 % часу за рік та 50 Гц ± 15 % протягом 100 % часу.
Показник довготривалого мерехтіння, спричиненого коливанням напруги, для мереж низької напруги має бути меншим або рівним 1 для 95 % часу спостереження.
95 % середньоквадратичних значень гармонік зворотної послідовності напруги електропостачання, усереднених на 10-хвилинному проміжку, для мереж низької напруги мають бути в межах від 0 % до 2 % від складника напруги прямої послідовності.
95 % середньоквадратичних значень напруги кожної гармоніки, усереднених на 10-хвилинному проміжку, для мереж низької напруги мають бути меншими або рівними наступним значенням:
| Непарні гармоніки | Непарні гармоніки  | Непарні гармоніки | Непарні гармоніки  | Парні гармоніки | Парні гармоніки    |
| не кратні 3       | не кратні 3        | кратні 3          | кратні 3           | Парні гармоніки | Парні гармоніки    |
| порядок           | відносна амплітуда | порядок           | відносна амплітуда | порядок         | відносна амплітуда |
| 5                 | 6,0 %              | 3                 | 5,0 %              | 2               | 2,0 %              |
| 7                 | 5,0 %              | 9                 | 1,5 %              | 4               | 1,0 %              |
| 11                | 3,5 %              | 15                | 0,5 %              | 6…24            | 0,5 %              |
| 13                | 3,0 %              | 21                | 0,5 %              |                 |                    |
| 17                | 2,0 %              |                   |                    |                 |                    |
| 19                | 1,5 %              |                   |                    |                 |                    |
| 23                | 1,5 %              |                   |                    |                 |                    |
| 25                | 1,5 %              |                   |                    |                 |                    |

Сумарний коефіцієнт гармонічних спотворень напруги електропостачання, ураховуючи всі гармоніки до 40-ї включно, для мереж низької напруги має бути меншим чи рівним 8 %.